# Edinaldo Batista Libânio
Edinaldo Batista Libânio   (Campo Limpo Paulista, 2 d'abril de 1979) conegut com a Grafite, és un antic futbolista professional brasiler que va jugar com a davanter.
El 2 de març de 2010, després de gairebé cinc anys des del seu debut amb la selecció nacional, va fer la seva segona aparició, substituint Adriano en el partit contra la República d'Irlanda a l'Emirates Stadium de Londres. Va ser convocat a la plantilla després de la lesió de Luís Fabiano. L'11 de maig, Dunga va nomenar Grafite entre els seus 23 jugadors per a la Copa del Món de la FIFA 2010. Grafite va fer una aparició al torneig, substituint a Luís Fabiano durant els últims cinc minuts de l'empat 0-0 amb Portugal en l'últim partit del grup.
El gener de 2018, Grafite va anunciar la seva jubilació.